# Наджафов Гусейн Гумбат огли
Гусейн Гумбат огли Наджафов (1 січня 1907, село Верін Келанлу Еріванського повіту Еріванської губернії, тепер Вірменія — 16 липня 1967, місто Баку, тепер Азербайджан) — радянський азербайджанський діяч, 1-й секретар ЦК ЛКСМ Азербайджану, 1-й секретар Нахічеванського обласного комітету КП(б) Азербайджану. Депутат Верховної Ради Азербайджанської РСР. Депутат Верховної Ради СРСР 2-го скликання.

## Життєпис
Народився в бідній селянській родині. У дев'ятнадцятирічному віці переїхав до міста Гянджі, де працював на ткацько-прядильній фабриці. Потім був обраний секретарем профспілкової організації фабрики.
Член ВКП(б) з 1928 року.
З 1930 року — секретар і завідувач культурно-освітнього відділу Гянджинського міського комітету ЛКСМ Азербайджану.
У 1933—1934 роках — заступник начальника політичного відділу машинно-тракторної станції (МТС) у Нахічеванській АРСР.
У 1937 році закінчив Вищу школу пропагандистів при ЦК ВКП(б) імені Свердлова.
У 1937—1939 роках — завідувач відділу партійних кадрів Бакинського міського комітету КП(б) Азербайджану. 
У 1939 — жовтні 1940 року — 1-й секретар ЦК ЛКСМ Азербайджану.
У жовтні 1940 — січні 1948 року — 1-й секретар Нахічеванського обласного комітету КП(б) Азербайджану.
28 січня 1948 — 6 березня 1951 року — міністр лісової промисловості Азербайджанської РСР.
6 березня — 25 квітня 1951 року — міністр лісової та паперової промисловості Азербайджанської РСР.
З 1951 року — на різних керівних державних посадах.
Помер 16 липня 1967 року в Баку. Похований на Першій Алеї Почесного поховання в Баку.

## Нагороди
- орден Леніна (25.02.1946)
- орден Вітчизняної війни ІІ ступеня (1.02.1945)
- орден Трудового Червоного Прапора (27.04.1940)
- орден Червоної Зірки (1945)
- медаль «За оборону Кавказу» (1944)
- медаль «За доблесну працю у Великій Вітчизняній війні 1941—1945 рр.» (1945)